# Bianca Belair
Bianca Blair Crawford (nascida Bianca Nicole Blair; Knoxville, 9 de abril de 1989) é uma lutadora profissional americana e uma competidora de fitness e figura. Ela está atualmente assinada com a WWE, onde atua na marca Smackdown sob o nome de ringue Bianca Belair, e ex-Campeã Feminina do Raw
Ex-atleta de atletismo, Belair fez sua estreia no wrestling profissional em 2016 para o território de desenvolvimento da WWE NXT, competindo pelo Campeonato Feminino do NXT em várias ocasiões. Depois de ser convocada para o SmackDown, ela venceu a luta Royal Rumble Feminina de 2021, tornando-se a segunda superestrela afro-americana depois de The Rock a vencer uma luta Royal Rumble. Ela desafiou com sucesso o Campeonato Feminino do SmackDown contra Sasha Banks na WrestleMania 37, durante uma luta que marcou a segunda vez que as mulheres participaram do evento principal da WrestleMania. Em 2021, ela foi classificada como No. 1 entre as 150 melhores lutadoras femininas pela Pro Wrestling Illustrated (PWI).

## Início de vida
Blair estudou na Escola Secundária Austin-East Magnet em Knoxville, Tennessee, onde teve sucesso em muitos esportes, como atletismo. Ela era uma atleta de atletismo que competiu nas barreiras e teve o que o escritor da ESPN Sean Hurd chamou de "uma volátil carreira de seis anos" que a levou a frequentar três universidades. Ela primeiro frequentou a Universidade da Carolina do Sul e depois a Universidade A&M do Texas, e depois não competiu por um ano, antes de completar sua carreira universitária na Universidade do Tennessee, onde se tornou All-SEC e All-American, além de ser nomeada para lista de honra acadêmica da SEC em 2011 e 2012. Blair também foi competidora do CrossFit e levantadora de peso, tendo aparecido na revista RX, na revista Femme Rouge e no CrossFit.com. Blair foi forçada a abandonar sua carreira no CrossFit devido a uma condrite intercostal, também conhecida como síndrome da costela móvel.

## Carreira na luta livre profissional

### WWE

#### NXT (2016–2020)
Blair inseriu suas informações no banco de dados de prospects da WWE logo após o fim prematuro de sua carreira no CrossFit "mais por capricho do que com um plano real", de acordo com Hurd. Menos de duas semanas depois, enquanto trabalhava como vendedora de telefones em uma empresa de aromatizantes em Atlanta, ela recebeu uma mensagem de mídia social do veterano de 20 anos da WWE Mark Henry, que encontrou o perfil de Blair no circuito CrossFit, dizendo ele poderia conseguir um teste para ela, mas enfatizou que ela tinha que fazer o trabalho.
Após dois testes oficiais, Blair assinou um contrato com a WWE em 12 de abril de 2016 e foi designado para o WWE Performance Center em Orlando, Flórida. Blair fez sua primeira aparição durante um segmento dentro do ringue em um evento ao vivo do NXT em 25 de junho como "Binky Blair", onde ela proclamou ser a "EST do NXT ... mais bonita, pior, mais forte". sua estreia no ringue em 29 de setembro, perdendo para Aliyah. No episódio de 3 de maio de 2017 do NXT, Blair fez sua estreia na televisão sob o nome de ringue Bianca Belair, participando de uma batalha real para determinar a candidata número um ao Campeonato Feminino do NXT, mas foi eliminada por Billie Kay e Peyton Royce. Belair participou do Mae Young Classic, derrotando Sage Beckett na primeira rodada, mas foi eliminada na segunda rodada pelo eventual vencedora do torneio Kairi Sane, que foi aclamado pela crítica.

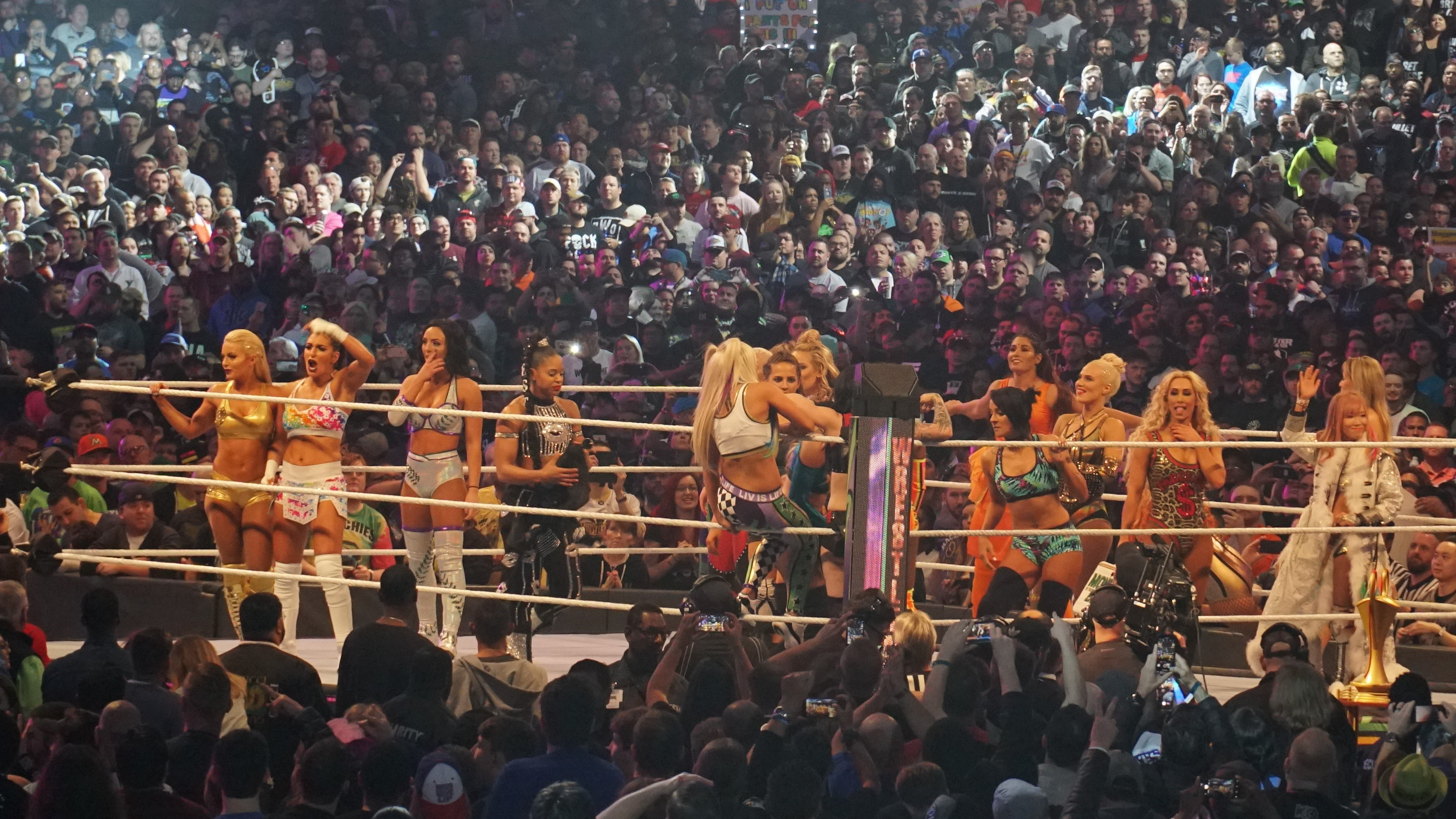
Belair (fourth from the left) at WrestleMania 34

Começando no episódio de 24 de janeiro de 2018 do NXT, Belair começou uma seqüência invicta ao derrotar várias competidoras, incluindo Lacey Evans, Candice LeRae, Aliyah, Dakota Kai e Deonna Purrazzo. Em 8 de abril, Belair fez sua estreia na WrestleMania participando da WrestleMania Women's Battle Royal na WrestleMania 34 ao lado de outras mulheres da lista do NXT, mas foi eliminada por Becky Lynch. No episódio de 9 de janeiro de 2019 do NXT, Belair derrotou Nikki Cross no que foi a última partida de Cross como parte da marca antes de passar para o plantel principal. Em 26 de janeiro no TakeOver: Phoenix, Belair desafiou Shayna Baszler pelo Campeonato Feminino do NXT, mas perdeu após várias interferências de Jessamyn Duke e Marina Shafir, encerrando sua invencibilidade de 367 dias. No TakeOver: New York em 5 de abril, Belair não conseguiu ganhar o título ao ser finalizada por Baszler em uma luta fatal four-way envolvendo também Kairi Sane e Io Shirai. No episódio de 29 de maio do NXT, Belair sofreu sua primeira derrota por pinfall no NXT para Mia Yim. Uma luta Triple Threat entre Belair, Yim e Io Shirai para determinar a desafiante nº 1 pelo Campeonato Feminino do NXT foi anunciada no episódio de 4 de setembro do NXT. Uma semana depois, Candice LeRae seria adicionada para torná-la uma luta fatal four-way. A luta seria a primeira no episódio de estreia do NXT na USA Network, que LeRae venceu.
No episódio de 23 de outubro do NXT, Belair perdeu para a desafiante Rhea Ripley, apesar da interferência externa de Shirai e LeRae. No TakeOver: WarGames em 23 de novembro, Belair e Time Baszler (Campeã Feminina do NXT Shayna Baszler, Io Shirai e Campeã Feminina do NXT UK Kay Lee Ray) perderam para Time Ripley (Rhea Ripley, Candice LeRae, Dakota Kai e Tegan Nox) em a primeira partida feminina de WarGames. Na noite seguinte, ela participou do Survivor Series, onde as três marcas (Raw, SmackDown e NXT) se enfrentaram em diversas partidas; ela fazia parte do Team NXT, que derrotou o Time Raw e o Time SmackDown em uma luta de eliminação feminina 5 contra 5 contra 5. Belair também participou do Royal Rumble 2020 em 26 de janeiro, entrando em sua primeira luta Women's Royal Rumble como nº 2, eliminando um recorde de 8 outras superestrelas (empatado com Baszler), antes de ser eliminada pela eventual vencedora Charlotte Flair após durar 33 minutos e 20 segundos. No TakeOver: Portland em 16 de fevereiro, Belair enfrentou Ripley pelo Campeonato Feminino do NXT em uma derrota. No episódio de 19 de fevereiro do NXT, ela competiu em sua luta final no NXT, perdendo para a vencedora do Royal Rumble, Charlotte Flair.

#### Reinados do campeonato (2020–presente)
No Raw após a WrestleMania 36, Belair fez sua estreia no elenco principal salvando The Street Profits (Angelo Dawkins e seu marido Montez Ford) de Zelina Vega, Angel Garza e Austin Theory, estabelecendo-se como membro do elenco do Raw, e foi emparelhada com The Street Profits, virando face no processo. No entanto, a aliança foi abandonada logo depois. Como parte do Draft de 2020 em outubro, Belair foi draftado para a marca SmackDown. No episódio de 30 de outubro do SmackDown, ela derrotou Billie Kay e Natalya em uma luta triple threat para se qualificar para o Time SmackDown no Survivor Series. No evento de 22 de novembro, Belair foi eliminada por contagem, e o Time SmackDown perdeu para o Time Raw.
Em 31 de janeiro de 2021, no Royal Rumble, Belair venceu a luta Royal Rumble eliminando Rhea Ripley pela última vez, tornando-se a segunda superestrela negra a alcançar esse feito na história da WWE depois de The Rock. Ela esteve na partida por mais de 56 minutos, um recorde para uma participante da luta Royal Rumble Feminina, tendo entrado em #3. No Elimination Chamber em 21 de fevereiro, ela e a Campeã Feminina do SmackDown, Sasha Banks, não conseguiram vencer o Campeonato de Duplas Femininas da WWE de Shayna Baszler e Nia Jax. No episódio seguinte do SmackDown, Belair desafiou oficialmente Banks para uma luta pelo título na WrestleMania 37. Elas também não conseguiram ganhar os títulos de duplas em Fastlane em 21 de março. Na primeira noite da WrestleMania em 10 de abril, Belair derrotou Banks no evento principal para ganhar o Campeonato Feminino do SmackDown, marcando seu primeiro título em sua carreira. Ela então reteve o título contra Bayley no WrestleMania Backlash em 16 de maio, e no Hell in a Cell em 20 de junho, dentro da estrutura homônima. Belair estava escalada para defender o título contra Bayley em uma luta "I Quit" no Money in the Bank em 18 de julho, mas a luta foi cancelada devido a Bayley ter sofrido uma ruptura no ACL enquanto treinava no WWE Performance Center.
No SummerSlam em 21 de agosto, Belair estava programada para defender seu título contra Sasha Banks, mas durante o evento, foi anunciado que Banks não poderia competir. Ela foi aparentemente substituída por Carmella, que foi então atacada pelo retorno de Becky Lynch, que desafiou Belair pelo título. Belair aceitou e perdeu o título em 26 segundos após duas jogadas de Lynch, encerrando seu reinado em 133 dias. Ela descreveu a derrota como um dos pontos mais baixos de sua carreira, "perdendo o título [em] 26 segundos na frente de todos os seus fãs". No Extreme Rules em 26 de setembro, Belair derrotou Lynch por desqualificação devido a interferência. pelo retorno de Sasha Banks, não ganhando o título. Como parte do Draft de 2021, Belair foi transferida para a marca Raw. No Crown Jewel em 21 de outubro, Belair não conseguiu recuperar o título em uma luta de ameaça tripla contra a campeã Becky Lynch e Sasha Banks. No episódio de 1º de novembro do Raw, ela não conseguiu conquistar o Campeonato Feminino do Raw de Lynch. No Survivor Series em 21 de novembro, Belair fez história ao se tornar a primeira pessoa a superar um handicap de quatro contra um para vencer a tradicional partida de eliminação de cinco contra cinco do evento.
No Royal Rumble em 29 de janeiro de 2022, Belair entrou em 8º lugar, durando 47 minutos antes de ser eliminada por Charlotte Flair. No Elimination Chamber em 19 de fevereiro, Belair venceu a luta Elimination Chamber para se tornar a desafiante nº 1 pelo Campeonato Feminino do Raw na WrestleMania 38, reacendendo assim sua rivalidade com Lynch. A rivalidade entre as duas aumentou e no episódio do Raw de 28 de março, Lynch apareceu e tentou cortar o cabelo de Belair com uma tesoura em vingança por ter sido marcada por um chicote de rabo de cavalo de Belair, no entanto, ela atacou Lynch com um KOD e cortou em vez disso, fora de seu cabelo. Na primeira noite da WrestleMania 38 em 2 de abril, Belair derrotou Lynch para ganhar o Campeonato Feminino do Raw.
Belair manteve seu título contra a oficial da WWE Sonya Deville no Raw de 25 de abril, apesar da interferência de Carmella e da Queen Zelina. Belair então reteve o título contra Asuka e Lynch em uma luta Triple Threat no Hell in a Cell em 5 de junho e contra Carmella em 2 de julho no Money in the Bank. No Raw de 11 de julho, Belair perdeu uma revanche por contagem devido à interferência de Lynch, mas manteve o título, até derrotar Carmella em outra revanche na semana seguinte. No SummerSlam de 30 de julho, Belair reteve o título contra Lynch e, após a partida, elas se abraçariam, encerrando a rivalidade. No entanto, elas foram confrontados pelo retorno de Bayley e suas novas aliadas Dakota Kai e Iyo Sky, reacendendo sua rivalidade. No Raw de 8 de agosto, elas desafiaram Belair, Alexa Bliss e Asuka para uma luta de duplas de seis mulheres no Clash at the Castle, que elas aceitaram. No evento de 3 de setembro, elas perderam para Damage CTRL quando Bayley a imobilizou. No Extreme Rules em 8 de outubro, Belair reteve o Campeonato Feminino do Raw contra Bayley em uma luta de escadas. Em 19 de outubro, Belair alcançou 200 dias como campeã, tornando-a a campeã mundial afro-americana mais longa da história da WWE, masculino ou feminino. No Crown Jewel em 5 de novembro, Belair reteve o título contra Bayley em uma luta Last Woman Standing. Três semanas depois, no Survivor Series WarGames em 26 de novembro, Belair, Asuka, Bliss, Lynch e Mia Yim derrotaram Damage CTRL (Bayley, Kai, Sky), Nikki Cross e Rhea Ripley em uma luta WarGames após Lynch derrotar Kai. No episódio do Raw de 2 de janeiro de 2023, Belair reteve o título contra Bliss por desqualificação após Bliss atacar Belair e o árbitro.

## Estilo e personalidade de luta profissional
Belair luta em um estilo poderoso e é conhecida por sua força. Ela usa o apelido de "The EST of WWE" (ou NXT durante seu tempo lá), que ela descreve como sendo "a mais rápida, a mais forte, a mais rápida, a mais difícil e o mais difícil - ênfase no "est". Ela usa um rack de tortura em um facebuster argentino como seu finalizador, que ela chama de K.O.D (Kiss Of Death). Belair é conhecida por seu rabo de cavalo característico, que ela costuma usar contra seus oponentes como uma arma. Ela teve a ideia de usá-lo durante uma viagem para casa com o marido, que lhe disse: "Você deveria começar a usar sua trança e pode realmente usar essa coisa". Ela também é conhecida por fazer sua própria ring gear, às vezes na estrada.

## Outras mídias
Blair fez sua estreia no videogame como personagem jogável em WWE 2K19. Ela também é destaque em WWE 2K20 e WWE 2K22. No final de janeiro de 2020, o WWE.com revelou a primeira figura de ação de Blair estreando na Série Básica 107 da Mattel.
Em 25 de agosto de 2022, Blair assinou com a agência de Hollywood WME. Em 4 de dezembro, Belair revelou que faria sua estréia na competição de fitness e figura para o World Beauty Fitness & Fashion (WBFF) no Atlantic City ProAm. Dois dias depois, Belair confirmou que conquistou o primeiro lugar no Wellness, o segundo lugar no Fitness, ao mesmo tempo em que recebeu um cartão profissional WBFF.

## Vida pessoal
O pai de Blair estava em uma banda chamada Blair Brothers, e seu irmão jogava futebol. Seu avô Edward G. High era professor e presidente de bioquímica na Faculdade de Medicina Meharry, seu bisavô Edward N. Toole foi o primeiro eletricista afro-americano licenciado em Durham, Carolina do Norte, e sua tia Miranda Hunt foi uma das primeiras negras pessoas para integrar a Colégio Santa Cecília em Nashville, Tennessee.
Em 9 de junho de 2017, Blair anunciou que estava noiva do lutador profissional Kenneth Crawford, mais conhecido como Montez Ford. O casal se casou em 23 de junho de 2018. Blair é a madrasta dos dois filhos de Crawford de um relacionamento anterior. Blair foi aberta sobre suas lutas com distúrbios alimentares, creditando a um ex-treinador da Texas A&M University por ajudá-la a priorizar sua saúde mental e se recuperar do distúrbio.

## Campeonatos e conquistas

### Competição de fitness e figura
- World Beauty Fitness & Fashion
  - 1º Lugar (Wellness Class; 2022)
  - 2º Lugar (Fitness Class; 2022)

### Luta profissional
- ESPN
- Lutadora feminina do ano (2022)[87]
- ESPY Awards
  - Melhor Momento WWE (2021) – Belair e Sasha Banks fazem história como as primeiras mulheres negras no evento principal da WrestleMania[88]
- Pro Wrestling Illustrated
  - Classificado como o número 1 das 150 melhores lutadoras femininas no PWI Women's 150 em 2021[89]
- Sports Illustrated
  - Classificada em 9º lugar entre as 10 melhores lutadoras femininas em 2018[90]
  - Classificado em 3º lugar entre os 10 melhores lutadores em 2021 e 2022[91][92]
- WWE
  - Campeonato Feminino do Raw da WWE (2 vezes)[93]
  - Campeonato Feminino do SmackDown da WWE (1 vez)[94]
  - Campeonato de Duplas Femininas da WWE (2 vezes) – com Jade Cargill (2) e Naomi (1)
  - Royal Rumble (2021)[95]
  - Prêmio Bumpy (1 vez)
    - Melhor luta do semestre (2021) – vs. Sasha Banks na WrestleMania 37[96]